# Paurophleps minuta
Paurophleps minuta là một loài bướm đêm thuộc phân họ Arctiinae, họ Erebidae.